# Interestatal 10 (Arizona)
La Interestatal 10 (abreviada I-10) es una autopista interestatal ubicada en el estado de Arizona. La autopista inicia en el oeste desde la I 10  , US 95  en la frontera con California hacia el este en la I 10  en la frontera con Nuevo México. La autopista tiene una longitud de 630,8 km (391.99 mi).

## Mantenimiento
Al igual que las carreteras estatales, las carreteras federales, la Interestatal 10 es administrada y mantenida por el Departamento de Transporte de Arizona por sus siglas en inglés ADOT.

## Cruces
La Interestatal 10 es atravesada principalmente por la  US 95     en Quartzsite
 US 60     en Brenda
 I 17  US 60   en Phoenix
 US 60     en Tempe
 I 8     en Casa Grande
 I 19     en Tucson
 US 191     en Wilcox.
Loop 303 en Phoenix
Loop 101 en Phoenix